# Ludovic Mardari
Ludovic Mardari (n. 24 ianuarie 1954) este un fost deputat român în legislatura 2000-2004, ales în județul Timiș pe listele partidului PRM. Ludovic Mardari a fost membru în grupurile parlamentare de prietenie cu Regatul Spaniei și Macedonia.

## Legături externe
- Ludovic Mardari Arhivat în 26 februarie 2024, la Wayback Machine. la cdep.ro